# 相原英賢
相原 英賢（あいはら えいけん、1856年3月3日（安政3年1月27日） - 1919年（大正8年））は、明治時代に活躍したメソジスト派の牧師である。

## 人物
1856年(安政3年)江戸麻布の仙台藩邸で生まれ、仙台で育つ。1875年(明治8年)に上京し、J・C・ヘボンより英語を学ぶ。東京第一長老教会のO・M・グリーンから洗礼を受ける。
1876年(明治9年)に長老派から、メソジスト教会に移る。メソジストの宣教師ジュリアス・ソーパーと共に長老派からメソジスト派に移った大貫文七を助けながら、下総安食地方(現・千葉県印旛郡栄町安食)に伝道し、安食属会(現・日本基督教団安食教会)の基礎を築く。
1881年(明治14年)に執事、1883年(明治15年)に長老の按手礼を受ける。1886年(明治19年)9月より、前年仙台の美以教会(現・日本基督教団仙台五橋教会)に転出した弘前教会初代牧師本多庸一の後任として、弘前教会の第2代目の牧師(主理伝道者)として働く。日本ホーリネス教会監督中田重治の先妻になる中田かつ子こ含め、55人が洗礼を受ける。
1891年(明治24年)より横浜教会(現・日本基督教団横浜上原教会)や函館教会で牧会・伝道を行う。1898年(明治31年)より信州地方の連回長老司になる。1904年(明治37年)に渡米しオークランドの牧師になり、1905年(明治38年)のサンフランシスコ地震に際しては日本人震災救助会長として救援活動に尽力する。1908年(明治41年)に帰国して浅草教会の牧師になる。1912年(明治45年)に静岡県藤枝教会の牧師に就任するが、翌年1913年(大正2年)に牧師を引退し、実業家になる。1919年(大正8年)頃死去する。